# Златарица
Златарица (буг. Златарица) град је у Републици Бугарској, у средишњем делу земље, седиште истоимене општине Златарица у оквиру Великотрновске области.

## Географија
Положај: Јелена се налази у средишњем делу Бугарске. Од престонице Софије град је удаљен 250 km источно, а од средишта области, Великог Трнова, град је удаљен 25 km источно.
Рељеф: Област Златарице се налази у северном подножју Старе Планине. Град се сместио у бреговитом подручју, на приближно 100 m надморске висине.
Клима: Клима у Златарици је континентална.
Воде: Кроз Златарицу протиче истоимена река Златарница. Око града протиче више мањих водотока.

## Историја
Област Златарице је првобитно било насељено Трачанима, а после њих овом облашћу владају стари Рим и Византија. Јужни Словени ово подручје насељавају у 7. веку. Од 9. века до 1373. године област је била у саставу средњовековне Бугарске.
Крајем 14. века област Златарице је пала под власт Османлија, који владају облашћу 5 векова.
Године 1878. град је постао део савремене бугарске државе. Насеље постоје убрзо средиште окупљања за села у околини, са више јавних установа и трговиштем.

## Становништво
По проценама из 2010. године Златарица је имала око 2.700 становника. Огромна већина градског становништва су етнички Бугари. Остатак су махом Роми. Последњих деценија град губи становништво због удаљености од главних токова развоја у земљи.
Претежан вероисповест месног становништва је православна.

## Галерија
- Градска православна црква
- Здање општине Златарица
- Градски музеј